# Perindopril
Perindopríl je zaviralec angiotenzin pretvarjajočega encima, ki se uporablja za zdravljenje povišanega krvnega tlaka (hipertenzije), srčnega popuščanja in koronarne arterijske bolezi. Gre za predzdravilo, ki se v organizmu pretvori v aktivni perindoprilat.
Na slovenskem tržišču je prisoten med drugim pod naslednjimi zaščitenimi imeni: Myden, Percarnil, Perivol, Prenessa, Voxin ...

## Mehanizem delovanja
Perindopril je zaviralec angiotenzin pretvarjajočega encima (ACE – angl. Angiotensin Converting Enzyme), encima, ki pretvarja angiotenzin I v angiotenzin II. Perindopril deluje prek svojega aktivnega presnovka perindoprilata. Drugi presnovki perindoprila ne zavirajo aktivnosti angiotenzin pretvarjajočega encima. Zaradi zaviranja encima pade plazemska koncentracija angiotenzina II in posledično se zniža krvni tlak zaradi manjše vazokonstrikcije, zvečane aktivnosti renina ter zmanjšanega izločanje aldosterona. Poveča se tudi pretok krvi skozi ledvice.
Ker angiotenzin pretvarjajoči encim inaktivira bradikinin, njegovo zaviranje vodi tudi do povečane aktivnosti kalikreinsko-kininskega sistema v krvnem obtoku in lokalno v tkivu (in s tem tudi do aktivacije prostaglandinskega sistema). Možno je, da ta mehanizem prispeva k antihipertenzijskemu učinku zaviralcev ACE in da je delno odgovoren za nekatere neželene učinke teh zdravil (npr. kašelj).

## Neželeni učinki
Zelo pogosta neželena učinka, ki se pojavita pri več kot 10 % bolnikov, sta glavobol in kašelj. Pogosto, pri enem do deset odstotkov bolnkov, se pojavijo omotica, bolečina v hrbtu, bolečina v spodnjih okončinah, motnje v EKG-ju, razbijanje srca (palpitacije), 
depresija, duševna zamegljenost (somnolentnost), motnje menstrualnega cikla, otekline, znižane vrednosti jetrnega encima ALT, motnje spolnosti, motnje spanja, bolečina v prsih, napenjanje, izpuščaj, slabost in bruhanje, hiperkaliemija in zvenjenje v ušesih (tinitus).